# Clemens X
Clemens X (latin den milde), född Emilio Altieri 13 juli 1590 i Rom, död 22 juli 1676 i Rom, var påve från den 29 april 1670 till sin död, den 22 juli 1676.

## Biografi
Emilio Altieri var tredje son till Lorenzo Altieri och dennes andra hustru Vittoria, dotter till Mario Delfini. En äldre bror, Giovanni Battista (1589–1654) var kardinal och hade tjänat i Peterskyrkan i Vatikanen i ungdomen. Släkten Altieri var romersk adel från 1400- till 1600-talet då den utslocknade på svärdssidan; som påve lät Clemens emellertid adoptera sin kvinnliga släktings make, och den grenen fortlevde med namnet.
Emilio Altieri studerade vid jesuiternas kollegium i Rom, doktorerade 1611 i rättsvetenskap, och inträdde i kyrkans tjänst som Giambattista Pamfilis (sedermera Innocentius X) advokat. Han var verksam i Sacra Romana Rota, och anlitades som apostolisk legat till Polen, och nuntie till Neapel. 1624 prästvigdes han, och blev 1627 biskopsvigd. Påve Alexander VII utsåg honom till sekreterare över biskopskongregationen, och av Clemens IX utnämndes han till superintendent över den påvliga skattkammaren. Han verkade som biskop ända tills Clemens IX på sin dödsbädd utnämnde den tio år äldre Altieri till kardinalpräst med Santa Maria sopra Minerva som titelkyrka.
Efter en konklav, som varade i nästan fem månader, enades kardinalkollegiet slutligen om att utse den åldrade Altieri till påve, den 29 april 1670. Han antog påvenamnet Clemens X. I praktiken styrde kardinal Paluzzi-Altieri hans pontifikat, som med Ludvig XIV började striden om regalierätten (rätten att under biskopliga vakanser ge bort lediga prebenden och få inkomsterna av stiften). Kardinal Paoluzzi-Altieri var farbror till den ingifte släkting som påven adopterade.
Clemens saligförklarade bland andra Johannes av korset och Pius V, och helgonförklarade Rosa av Lima med flera. När Polen invaderades av turkarna bistod Clemens de kristna ekonomiskt. Han lät dekorera Ponte Sant'Angelo med tio änglastatyer i marmor, och lät uppresa två fontäner framför Peterskyrkan.